# 3 Arts Entertainment
3 Arts Entertainment es una compañía estadounidense de gestión de talentos y producción de cine y televisión fundada por Erwin Stoff, Michael Rotenberg y Howard Klein en 1991.
La compañía ha producido programas de televisión como King of the Hill, The Office , Everybody Hates Chris , Parks and Recreation , The Mindy Project , Brooklyn Nine-Nine, It's Always Sunny in Philadelphia, Unbreakable Kimmy Schmidt, American Vandal también como productora de las películas Edge of Tomorrow, Unbroken y 13 Hours: The Secret Soldiers of Bengasi. La primera película que produjo la compañía fue la película Loaded Weapon 1 de National Lampoon, que se estrenó el 5 de febrero de 1993. Posteriormente, la compañía llegó a un acuerdo con 20th Century Fox en 1993. En 1996, 3 Arts hizo una alianza con CBS y Sony Pictures para lanzar 3 Arts Television. La empresa había caído en 1997.
Erwin Stoff fundó la compañía con Michael Rotenberg y Howard Klein, todos productores y administradores de talento. Los gerentes Dave Becky, David Miner, Molly Madden y Nick Frenkel trabajan en 3 Arts. En 2003, 3 Arts recibió un contrato de televisión con 20th Century Fox Television.  En mayo de 2018, Lionsgate adquirió una participación mayoritaria en la empresa.

## Películas de la compañía
- Loaded Weapon 1 (1993)
- Excessive Force (1993)
- Son in Law  (1993)
- In the Army Now (1994)
- Bio-Dome (1996)
- Chain Reaction (1996)
- Feeling Minnesota (1996)
- Picture Perfect (1997)
- The Devil's Advocate (1997)
- Beverly Hills Ninja (1997)
- Judas Kiss (1998)
- Girl, Interrupted (1999)
- The Matrix (1999)
- Austin Powers: The Spy Who Shagged Me (1999)
- Office Space (1999)
- The Replacements (2000)
- Sweet November (2001)
- Down to Earth (2001)
- Pootie Tang (2001)
- Double Take (2001)
- Hardball (2001)
- Biker Boyz (2003)
- Sol Goode (2003)
- Head of State (2003)
- Constantine (2005)
- Guess Who (2005)
- A Scanner Darkly (2006)
- Man About Town (2006)
- Totally Awesome (2006)
- The Lake House (2006)
- I Want Someone to Eat Cheese With (2006)
- Soy leyenda (2007)
- Reign Over Me (2007)
- Purgatory (2008)
- The Onion Movie (2008)
- Street Kings (2008)
- The Day the Earth Stood Still (2008)
- The Blind Side (2009)
- Awaydays (2009)
- Boldly Going Nowhere (2009)
- Extract (2009)
- The Extra Man (2010)
- Water for Elephants (2011)
- The To Do List (2013)
- Beautiful Creatures (2013)
- 47 Ronin (2013)
- Edge of Tomorrow (2014)
- All the Wilderness (2014)
- Unbroken (2014)
- Perfect Sisters (2014)
- Burnt (2015)
- 13 Hours: The Secret Soldiers of Benghazi (2016)
- What Now? (2016)
- I Love You, Daddy (2017)
- Rough Night (2017)
- Late Night (2019)
- The Call of the Wild (2020)
- The Lovebirds (2020)
- Chaos Walking (2021)
- Crush (2022)

## Series de televisión

### 1990s
| Título           | Creador                      | Canal | Fecha de lanzamiento | Notas |
| ---------------- | ---------------------------- | ----- | -------------------- | --- |
| Down the Shore   | Alan Kirschenbaum            | FOX   | 1992–1993            | con Caravan Entertainment y HBO Independent Productions                                                     |
| Daddy Dearest    | Billy Van Zandt Jane Milmore | FOX   | 1993                 | con Van Zandt/Milmore Productions y HBO Independent Productions                                             |
| King of the Hill | Mike Judge Greg Daniels      | FOX   | 1997–2010            | con Judgemental Films, DPS Film Roman, Deedle-Dee Productions, 20th Television, y 20th Television Animation |
| Pauly            | Stan Zimmerman James Berg    | FOX   | 1997                 | con Zimmerman/Berg Productions, 20th Century Fox Television y Landing Patch Productions                     |

### 2000s
| Título                            | Creador                                          | Canal       | Fecha de lanzamiento | Notas                                                                                             |
| --------------------------------- | ------------------------------------------------ | ----------- | -------------------- | ------------------------------------------------------------------------------------------------- |
| Carnivàle                         | Daniel Knauf                                     | HBO         | 2003–2005            |                                                                                                   |
| The Office                        | Greg Daniels Ricky Gervais Stephen Merchant      | NBC         | 2005–2013            | con Deedle-Dee Productions, Reveille Productions, NBC Universal Television y Universal Television |
| It's Always Sunny in Philadelphia | Rob McElhenney                                   | FX FXX      | 2005–presente        | con RCG Productions, FX Productions                                                               |
| Everybody Hates Chris             | Chris Rock Ali LeRoi                             | UPN The CW  | 2005–2009            | con CR Enterprises, Inc., Paramount Network Television, CBS Paramount Network Television          |
| The Chelsea Handler Show          |                                                  | E!          | 2006                 |                                                                                                   |
| Lucky Louie                       | Louis C.K.                                       | HBO         | 2006                 | Circus King, Snowpants Productions, and HBO Entertainment                                         |
| Human Giant                       | Aziz Ansari Rob Huebel Paul Scheer Jason Woliner | MTV         | 2007–2008            |                                                                                                   |
| The Starter Wife                  | Gigi Levangie                                    | USA Network | 2007                 | con Haypop Productions, y McGibbon-Parriott Productions                                           |
| Carpoolers                        | Bruce McCulloch                                  | ABC         | 2007–2008            | con T.R.O.N.T., DreamWorks Television y ABC Studios                                               |
| The Starter Wife                  | Josann McGibbon Sara Parriott                    | USA Network | 2008                 | con Haypop Productions y McGibbon-Parriott Productions                                            |
| D. L. Hughley Breaks the News     |                                                  | CNN         | 2008–2009            |                                                                                                   |
| Parks and Recreation              | Greg Daniels Michael Schur                       | NBC         | 2009–2015            | con Open 4 Business Productions, Deedle-Dee Productions, Fremulon, and Universal Television       |
| The Goode Family                  | Mike Judge John Altschuler Dave Krinsky          | ABC         | 2009                 | con Ternion Pictures, y Media Rights Capital                                                      |
| Maneater                          |                                                  | Lifetime    | 2009                 | con Sony Pictures Television                                                                      |
| Kings                             | Michael Green                                    | NBC         | 2009                 | con J.A. Green Construction Corp., y Universal Media Studios                                      |
| Bored to Death                    | Jonathan Ames                                    | HBO         | 2009–2011            | con Dakota Pictures, Fair Harbor Productions, y HBO Entertainment                                 |

### 2010s
| Título                        | Canal               | Fecha de lanzamiento | Notas |
| ----------------------------- | ------------------- | -------------------- | --- |
| Louie                         | FX                  | 2010–2015            | con Pig Newton, Inc. y FX Productions                                                                                              |
| Living Loaded                 | FX                  | 2012                 | Never picked up to series |
| The Mindy Project             | FOX                 | 2012–2017            | con Universal Television, Kaling International y Open 4 Business Productions                                                       |
| Real Husbands of Hollywood    | BET                 | 2013–2016            | |
| Zach Stone Is Gonna Be Famous | MTV                 | 2013                 | |
| Brooklyn Nine-Nine            | FOX NBC             | 2013–2021            | con Universal Television, Fremulon y Dr. Goor Productions                                                                          |
| Witches of East End           | Lifetime            | 2013–2014            | con Curly Girly Productions y Fox 21                                                                                               |
| Broad City                    | Comedy Central      | 2014–2019            | con Paper Kite Productions, Jax Media y Comedy Partners                                                                            |
| Saint George                  | FX                  | 2014                 | con Lionsgate Television, Wind Dancer Films y Travieso Productions                                                                 |
| Difficult People              | Hulu                | 2015–2017            | |
| Silicon Valley                | HBO                 | 2014–2019            | con HBO Entertainment, Judgmental Films, Altschuler Krinsky Works y Alec Berg Inc.                                                 |
| Mulaney                       | FOX                 | 2014–2015            | con Universal Television, Broadway Video y Jurny Mulurny Television                                                                |
| Those Who Can't               | TruTV               | 2015–2019            | |
| Unbreakable Kimmy Schmidt     | Netflix             | 2015–2019, 2020      | with Universal Television, Little Stranger y Bevel Gears                                                                           |
| Idiotsitter                   | Comedy Central      | 2015–2017            | |
| Why? with Hannibal Buress     | Comedy Central      | 2015                 | |
| Mr. Robinson                  | NBC                 | 2015                 | con Cullen Bros. Television y Universal Television                                                                                 |
| Master of None                | Netflix             | 2015–2017            | |
| Baskets                       | FX                  | 2016–2019            | Producido por la temporada 1–2 con FXP, Brillstein Entertainment Partners, Pig Newton, Inc. (Temporada 1–2) y Billios              |
| Comedy Knockout               | TruTV               | 2016–2018            | |
| Lopez                         | TV Land             | 2016–2017            | con Dakota Pictures, Travieso Productions y Altschuler Krinsky Works                                                               |
| Better Things                 | FX                  | 2016–2017            | Producido por Season 1–2 con FXP, Pig Newton, Inc. (Temporada 1–2) y Slam Book, Inc.                                               |
| Insecure                      | HBO                 | 2016–2021            | con HBO Entertainment, Issa Rae Productions y Penny for Your Thoughts Entertainment                                                |
| The Good Place                | NBC                 | 2016–2020            | con Fremulon y Universal Television                                                                                                |
| Man with a Plan               | CBS                 | 2016–2020            | con Double Double Bonus Entertainment y CBS Television Studios                                                                     |
| The Mick                      | FOX                 | 2017–2018            | con BingBangBoom Productions y 20th Century Fox Television                                                                         |
| Great News                    | NBC                 | 2017–2018            | con Universal Television, Little Stranger, Bevel Gears y Big Wig Productions                                                       |
| Marlon                        | NBC                 | 2017–2018            | con Universal Television, Bicycle Path Productions and Baby Way Productions                                                        |
| Ghosted                       | Fox                 | 2017–2018            | con 20th Century Fox Television, Crowley Etten Productions, Afternoonnap, Additional Dialogue, TYPO Inc. y Gettin' Rad Productions |
| American Vandal               | Netflix             | 2017–2018            | con CBS Television Studios, Woodhead Entertainment, One Man Canoe y Funny or Die                                                   |
| The Comedy Get Down           | BET                 | 2017                 | |
| The Resident                  | Fox                 | 2018–presente        | con Fuqua Films, Nickels Productions, Up Island Films y 20th Television                                                            |
| Champions                     | NBC                 | 2018                 | con Universal Television, Kaling International, Inc. y Charlie Grandy Productions                                                  |
| Happy Together                | CBS                 | 2018–2019            | with CBS Television Studios, Fulwell 73, The Gary Breakfast Corporation y Page Entertainment                                       |
| The Cool Kids                 | Fox                 | 2018–2019            | con 20th Century Fox Television, FX Productions, RCG Productions, Enrico Pallazzo y Nest Egg Productions                           |
| Making It                     | NBC                 | 2018–presente        | con Universal Television, Alternative Studios y Paper Kite Productions                                                             |
| Forever                       | Amazon Video        | 2018                 | |
| Russian Doll                  | Netflix             | 2019–presente        | con Universal Television, Paper Kite Productions, Jax Media, Avenue A y Shoot to Midnight                                          |
| Tacoma FD                     | TruTV               | 2019–presente        | |
| Abby's                        | NBC                 | 2019                 | con Universal Television, Fremulon y Waila Inc. Productions                                                                        |
| Four Weddings and a Funeral   | Hulu                | 2019                 | y MGM Television, Universal Television, Kaling International Inc., Working Title Filmsy Philoment Media                            |
| Sunnyside                     | NBC/NBC app/NBC.com | 2019                 | con Universal Television, Fremulon y Panther Co.                                                                                   |

### 2020s
| Título                         | Cadena             | Fecha de lanzamiento | Notas |
| ------------------------------ | ------------------ | -------------------- | --- |
| Mythic Quest                   | Apple TV+          | 2020–presente        | con Ubisoft Motion Pictures, RCG Productions y Lionsgate Television                                                       |
| Duncanville                    | FOX                | 2020–presente        | con Paper Kite Productions, Bento Box Entertainment, 20th Television Animation, FOX Entertainment, y Universal Television |
| Upload                         | Amazon Prime Video | 2020–presente        | con Amazon Studios, Baral Waley Productions y Reunion Pacific Entertainment                                               |
| Never Have I Ever              | Netflix            | 2020–presente        | con Universal Television                                                                                                  |
| Space Force                    | Netflix            | 2020–presente        | con Deedle-Dee Productions y Film Flam                                                                                    |
| The Fugitive                   | Quibi              | 2020                 | con Thunder Road Films y Warner Bros. Television                                                                          |
| The Duchess                    | Netflix            | 2020                 | con Clerkenwell Films |
| Mr. Mayor                      | NBC                | 2021–2022            | con Little Stranger, Bevel Gears, y Universal Television                                                                  |
| Rutherford Falls               | Peacock            | 2021–presente        | con Fremulon, Pacific Electric Picture Company, y Universal Television                                                    |
| Girls5eva                      | Peacock            | 2021–presente        | con Little Stranger, Bevel Gears, y Universal Television                                                                  |
| Hacks                          | HBO Max            | 2021–presente        | con Fremulon, Paulilu, First Thought Productions y Universal Television                                                   |
| Q-Force                        | Netflix            | 2021–presente        | con Fremulon, Hazy Mills Productions, y Universal Television                                                              |
| Ordinary Joe                   | NBC                | 2021-2022            | con Universal Television, 20th Television and 6th & Idaho                                                                 |
| The Sex Lives of College Girls | HBO Max            | 2021–presente        | con Kaling International Inc. y Warner Bros. Television                                                                   |
| Players                        | Paramount+         | 2022–presente        | con CBS Studios, Riot Games, Brillstein Entertainment Partners y Funny or Die                                             |
| Mulligan                       | Netflix            | TBA                  | con Little Stranger, Bevel Gears, y Universal Television                                                                  |
| Lopez vs Lopez                 | NBC                | TBA                  | con Universal Television, Mohawk Productions y Mi Vida Loba                                                               |
| Expecting                      | Peacock            | TBA                  | con Kaling International Inc. y Warner Bros. Television                                                                   |
| Blue Eye Samurai               | Netflix            | TBA                  | con Netflix Animation |
| Velma                          | HBO Max            | TBA                  | con Warner Bros. Animation y Hanna-Barbera Productions                                                                    |